# Carlos (Maryland)
Carlos es un lugar designado por el censo ubicado en el condado de Allegany en el estado estadounidense de Maryland. En el Censo de 2010 tenía una población de 153 habitantes y una densidad poblacional de 205,83 personas por km².

## Geografía
Carlos se encuentra ubicado en las coordenadas 39°37′26″N 78°57′24″O / 39.62389, -78.95667. Según la Oficina del Censo de los Estados Unidos, Carlos tiene una superficie total de 0.74 km², de la cual 0.74 km² corresponden a tierra firme y (0%) 0 km² es agua.

## Demografía
Según el censo de 2010, había 153 personas residiendo en Carlos. La densidad de población era de 205,83 hab./km². De los 153 habitantes, Carlos estaba compuesto por el 100% blancos, el 0% eran afroamericanos, el 0% eran amerindios, el 0% eran asiáticos, el 0% eran isleños del Pacífico, el 0% eran de otras razas y el 0% pertenecían a dos o más razas. Del total de la población el 0% eran hispanos o latinos de cualquier raza.